# Ortuťová
Ortuťová est un village de Slovaquie situé dans la région de Prešov.

## Histoire
Première mention écrite du village en 1414.

## Démographie

### Évolution de la population
| Année:               | 1994. | 2004.   | 2014.    | 2024.    |
| -------------------- | ----- | ------- | -------- | -------- |
| Nombre de personnes: | 199   | 203     | 174      | 216      |
| Différence:          |       | +2,01 % | -14,28 % | +24,13 % |

| Année:               | 2023. | 2024.   |
| -------------------- | ----- | ------- |
| Nombre de personnes: | 222   | 216     |
| Différence:          |       | -2,70 % |